# カサブランカ (映画)
『カサブランカ』（英語: Casablanca）は、1942年のアメリカ合衆国の恋愛ドラマ映画。
監督はマイケル・カーティス、出演はハンフリー・ボガートとイングリッド・バーグマンなど。

## 概要
原作はマレイ・バーネットとジョアン・アリスンによる上演されなかった戯曲『皆がリックの店にやってくる』で、親ドイツのヴィシー政権の支配下にあったフランス領モロッコのカサブランカを舞台に、かつて深く愛し合った末に別れた男女の思いがけない再会と愛の再燃を描いている。第二次世界大戦にアメリカが参戦した翌年の1942年に製作が開始され、同年11月26日に公開された。第16回アカデミー賞にて作品賞・監督賞・脚色賞の3部門を受賞。配給はワーナー・ブラザース。
第二次世界大戦中に撮影されたこの作品は、女性（バーグマン）への愛と、チェコスロバキアのレジスタンス指導者である彼女の夫（ヘンリード）のヴィシー支配下の都市からの逃亡を助けるかの選択を迫られる酒場の主人であるアメリカ人（ボガート）に焦点を当てている。

## ストーリー

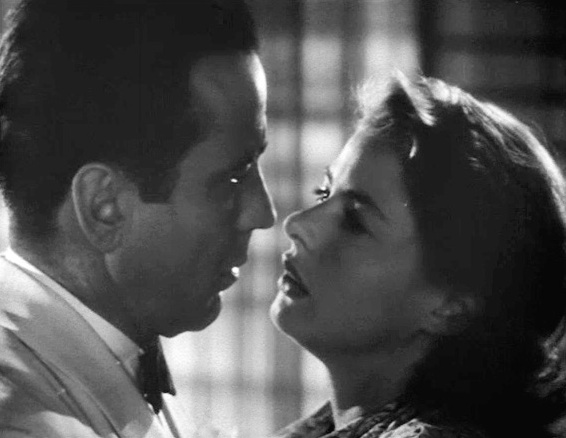
ボガートとバーグマン

1941年12月、親ドイツのヴィシー政権の管理下に置かれたフランス領モロッコの都市カサブランカ。ドイツの侵略によるヨーロッパの戦災を逃れた人の多くは、中立国のポルトガル経由でアメリカへの亡命を図ろうとしていた。
主人公であるアメリカ人男性のリック（ハンフリー・ボガート）は、パリが陥落する前に理由を告げずに去った恋人イルザ・ラント（イングリッド・バーグマン）と、彼が経営する酒場「カフェ・アメリカン」で偶然の再会を果たす。パリ時代の思い出である『アズ・タイム・ゴーズ・バイ』が切なく流れる。
イルザが店を去って再び過去の痛みにリックは苦しむ。
イルザの夫で、現在はドイツに併合されたチェコスロバキア人のドイツ抵抗運動の指導者ヴィクター・ラズロ（ポール・ヘンリード）は現地のオルグと接触、脱出のチャンスをうかがっていた。フランス植民地警察のルノー署長（クロード・レインズ）は計算高い男だが、流れに逆らうように異郷で生きるリックにシンパシーを感じ、かつてスペインのレジスタンスに協力したリックに、ラズロには関わるなと釘を指す。現地司令官であるドイツ空軍のシュトラッサー少佐は、ラズロを市内に閉じ込める。
イルザは、夫を助けられるのは闇屋のウーガーテ（ピーター・ローレ）からヴィシー政権の発行した通行証を譲り受けたリックしかいないと、必死に協力を乞う。そして通行証を渡そうとしないリックに銃口さえ向ける。しかし引き金を引くことが出来ないイルザ。2人はお互いの愛情を確かめ合う。
リックは、ラズロとイルザが通行証を欲しがっている事実をルノー署長に打ち明け、現場でラズロを逮捕するようにと耳打ちする。手柄を立てるために、約束の閉店後の店にやってきたルノーだが、リックの本心は、2人を亡命させるためにルノーを空港まで車に同乗させて監視の目を欺く点にあった。シュトラッサーを射ち殺してでも彼女を守ろうとするリックは、過去の痛みに耐えていた彼ではなかった。
愛を失っても大義を守ろうとしたリックを前にして、実はレジスタンスの支援者であったルノーは、自由フランスの支配地域であるフランス領赤道アフリカのブラザヴィルへ逃げるように勧めて、見逃すことにする。
2人と連合国の未来に希望を持たせながら、彼らは宵闇の中へ消えていく。

## キャスト
| 役名                 | 俳優                         | 日本語吹き替え             | 日本語吹き替え                        | 日本語吹き替え | 日本語吹き替え                            | 日本語吹き替え |
| 役名                 | 俳優                         | NETテレビ版                | テレビ東京版                          | PDDVD版        | スターチャンネル版                        | N.E.M.版       |
| -------------------- | ---------------------------- | -------------------------- | ------------------------------------- | -------------- | ----------------------------------------- | -------------- |
| リック・ブレイン     | ハンフリー・ボガート         | 久米明                     | 津嘉山正種                            | 有本欽隆       | 東地宏樹                                  | 池田秀一       |
| イルザ・ラント       | イングリッド・バーグマン     | 水城蘭子                   | 塩田朋子                              | 日野由利加     | 甲斐田裕子                                | 潘恵子         |
| ヴィクター・ラズロ   | ポール・ヘンリード           | 仁内建之                   | 土師孝也                              | 諸角憲一       | 森田順平                                  | 古谷徹         |
| ルノー署長           | クロード・レインズ           | 和田文夫                   | 青野武                                | 中博史         | 後藤哲夫                                  | 野坂尚也       |
| シュトラッサー少佐   | コンラート・ファイト         | 杉田俊也                   | 加藤精三                              | 丸山壮史       | 金尾哲夫                                  | 露崎亘         |
| フェラーリ           | シドニー・グリーンストリート |                            | 藤本譲                                | 原田晃         | 楠見尚己                                  | 真木駿一       |
| ウーガーテ           | ピーター・ローレ             | 永井一郎                   | 牛山茂                                | 鈴木貴征       | ふくまつ進紗                              | 佐久間元輝     |
| カール               | S・K・サコール               | 神山卓三                   | 緒方賢一                              | 中村浩太郎     | 茶風林                                    | 平林剛         |
| イヴォンヌ           | マデリーン・ルボー           | 北浜晴子                   | 日野由利加                            | 小林美穂       | うえだ星子                                | 柳原かなこ     |
| サム                 | ドーリー・ウィルソン         | 松村彦次郎                 | 稲葉実                                | 奈良徹         | 竹田雅則                                  | 佐々木義人     |
| アニーナ・ブランデル | ジョイ・ペイジ               |                            | 渡辺美佐                              | 恒松あゆみ     | 坂井恭子                                  | 高岡千紘       |
| バーガー             | ジョン・クォーレン           | 上田敏也                   | 小室正幸                              |                | 村治学                                    |                |
| サッシャ             | レオニード・キンスキー       |                            | 斎藤志郎                              | 飯島肇         | 山本格                                    | 中村和正       |
| すり                 | クルト・ボウワ               |                            |                                       |                | 多田野曜平                                |                |
| 以下はノンクレジット |                              |                            |                                       |                |                                           |                |
| エミール             | マルセル・ダリオ             |                            |                                       | 田中一永       | 藤井啓輔                                  |                |
| ヤン・ブランデル     | ヘルムート・ダンテイン       |                            |                                       |                |                                           | 三瓶雄樹       |
| ハインツ大佐         | リチャード・ライエン         |                            | 星野充昭                              |                | 駒谷昌男                                  |                |
| ライヒタグ夫人       | イルカ・グリューニング       |                            |                                       |                |                                           | 渡谷美帆       |
| ドイツ人バンカー     | グレゴリー・ゲイ             |                            | 手塚秀彰                              |                | 高岡瓶々                                  |                |
| 冒頭ナレーション     | ルー・マーセル               | 大木民夫                   | 津嘉山正種                            |                | 木村雅史                                  |                |
| その他               | N/A                          | 寺田彦右 吉沢久嘉 堀勝之祐 | 緒方文興 浜田賢二 佐藤ゆうこ 彩木香里 |                | 志賀麻登佳 土門敬子 板取政明 うさみともこ | 夏目あり沙     |

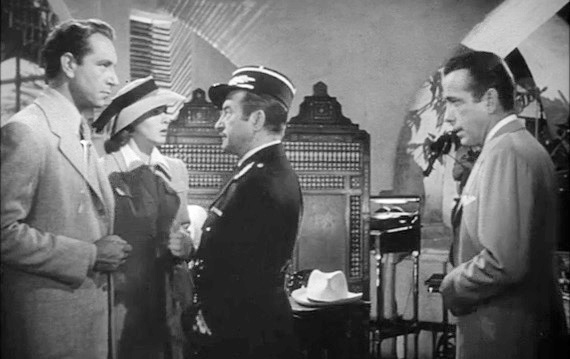
左からヘンリード、バーグマン、レインズ、ボガート

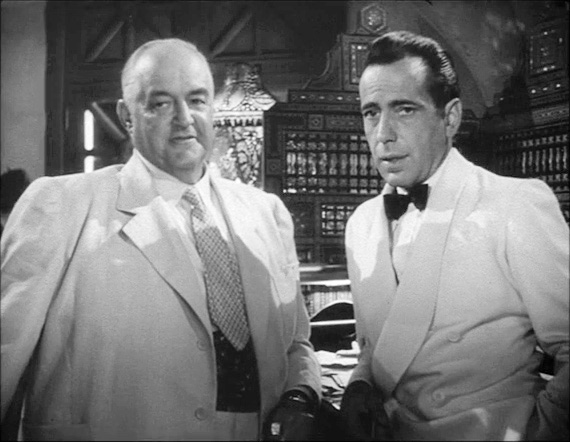
グリーンストリートとボガート

- NETテレビ版: 初回放送1967年10月15日『日曜洋画劇場』21:00-23:00（正味約99分[4]）
- テレビ東京版: 初回放送2000年3月26日『20世紀名作シネマ』14:00-15:56（正味約90分）※正規盤BDに収録
- PDDVD版: 2005年10月1日発売のパブリックドメインDVDに初収録。
- スターチャンネル版: 初回放送2013年9月16日（ノーカット[5]）
- N.E.M.版: 2021年5月7日公開[6]。様々な名画を現代の人気声優が吹き替える「New Era Movie」というプロジェクトによって製作された。

※2022年12月2日発売の『カサブランカ 日本語吹替音声追加収録版（吹替の力）』4K ULTRA HD Blu-rayにはテレビ東京版に加え、リピート放送時のNETテレビ版（正味約92分）とスターチャンネル版の吹替を収録。

### 吹き替えに関して
- 吹き替えは上記の他、ハンフリー・ボガートを小林修が吹き替えたものも存在する[9]。
- テレビ東京版は、放送予定だったNETテレビ版の放送素材がリピート放送時の短縮版（正味70分）しか現存していなかったため製作された[10]。なお、後にソフト収録されたNETテレビ版は、視聴者から当時の録画を公募したことで当時より長尺のものが収録されている[11]。

## スタッフ
- 監督: マイケル・カーティス
- 脚本: ハワード・コッチ（英語版）、ジュリアス・J・エプスタイン、フィリップ・G・エプスタイン
- 撮影: アーサー・エディソン（英語版）
- 音楽: マックス・スタイナー
- 助監督: ドン・シーゲル

### 日本語版
- 字幕翻訳（劇場初公開）: 高瀬鎮夫
- 字幕翻訳（劇場リバイバル公開）: 清水俊二
- 字幕翻訳（正規ソフト）: 岡枝慎二
- 字幕翻訳（NHK BSプレミアム『プレミアムシネマ』）: 関美冬

| 吹き替え       | NETテレビ版 | テレビ東京版      | PDDVD版                  | スターチャンネル版 | N.E.M.版                            |
| -------------- | ----------- | ----------------- | ------------------------ | ------------------ | ----------------------------------- |
| 演出           |             | 小山悟            | 羽田野千賀子             | 伊達康将           | 工藤美樹                            |
| 翻訳           | 森みさ      | 入江敦子          | 高橋有紀                 | 佐藤恵子           | 東條加奈子                          |
| 調整           |             | 重光秀樹          | 遠西勝三                 |                    | 瀧田啓紀 片岡実咲季                 |
| 効果           |             | リレーション      | 恵比須弘和 赤澤勇二      |                    |                                     |
| 録音 スタジオ  |             |                   | 山田明寛 ビーライン      |                    | サルミックス                        |
| プロデューサー |             | 久保一郎 具嶋朋子 | 椿淳 中條寛道            |                    | 渡辺和俊 鵜沢茂郎 榎淳一郎 椎葉雅春 |
| 制作           | 東北新社    | ケイエスエス      | ミックエンターテイメント | 東北新社           | 合同会社C And T                     |
| 制作           | NETテレビ   | テレビ東京        | 株式会社マックスター     | スターチャンネル   | モービー・ディック                  |

## 音楽
- 『アズ・タイム・ゴーズ・バイ（As Time Goes By）』 - 1931年にハーマン・フップフェルドが、ブロードウェイ・ミュージカル『エブリバディズ・ウェルカム』（Everybody's Welcome）のために作詞・作曲した曲。
- 『イット・ハッド・トゥ・ビー・ユー (It Had to Be You)』
- 『君を想いて（The Very Thought of You）』 - 1934年にレイ・ノーベルの作詞・作曲で録音、発表されたスタンダード。

## 製作背景
『カサブランカ』が製作された1942年はアメリカにおいて映画産業が戦時体制の重要な柱の一つとされた年である。1940年代前半はスタジオ・システムと呼ばれた製作、配給、上映の資本統合が継続していた黄金期である。ハリウッドの映画資本は、政府側の戦時要請よりも利潤追求を優先していたが、第二次世界大戦へのアメリカの参戦により協力体制をとっていくことになる。
この背景には、アメリカ映画の主要な海外市場であったドイツや日本、イタリアなどの枢軸国がアメリカと交戦状態にあり閉ざされた上に、多くの市場がこれら枢軸国による占領により閉された点もある。さらに当時のアメリカ、そしてイギリスをはじめとした連合国は、クランクインした1942年はいずれも各地で日本やドイツに対して敗色が濃く、そうした中で映画を通じて国民の戦意を鼓舞する必要もあった。
さらにスタジオ・システムが独占禁止法違反であると裁判で負けるのが確実になってきた点もある。また大恐慌の余波が襲っていた1930年代後半の孤立主義や、『怒りの葡萄』（1940年）のような名もなき労働者への賛歌は終わろうとしていた。
時代の要請により、アメリカ人も戦場であるヨーロッパやアフリカへ関心をもたざるを得なくなっていた。また戦争は、大衆の好むメロドラマの枠を広げるには格好の題材でもあった。評論家にも懐疑的な孤立主義者が大義に目覚めていく姿が、アメリカを投影しているとする見方がある。
山本武利や里見脩といったマスメディアと戦争の研究者は、本作とかつて存在した政府機関である戦時情報局（United States Office of War Information（OWI））が主体となった、「ホワイトプロパガンダ」と呼ばれる宣伝工作との関連を紹介している。但し、山本、里見は『カサブランカ』との関連を指摘するのみで根拠となる事実は挙げていないが、いずれにしても、ヨーロッパとアフリカにおける主要敵国であるドイツが映画の中で極端かつ細かく悪役扱いされている。
ルーズベルト大統領を中心に政府機関トップを横断した「心理戦局」は、その活動を始め、セクションの一つである陸軍でもジョージ・C・マーシャル参謀総長の強引な命令により、イタリア系アメリカ人であるフランク・キャプラが責任者にされた。ジュリアスとフィリップのエプスタイン兄弟も、本作の脚本を途中にしたままワシントンへ移り、映画『Why We Fight』へ駆り出されている。
大戦後は再びアメリカ映画がヨーロッパ諸国で配給されるが、マーシャルの名前がつけられた欧州復興支援「マーシャル・プラン」により売上をアメリカへ持ち込めなくなった。これも一因としてヨーロッパ・ロケの映画が製作される。これが映画史におけるランナウェイ映画である。『ローマの休日』（1953年）もその一本だが、本来はキャプラが監督するはずだった。戦争中は戦意高揚映画を作らされ、大戦後は冷戦の影響により、1948年より始まった赤狩りの猛威に晒されたハリウッドで、自信を失っていたキャプラは、ハリウッド・テンのドルトン・トランボの脚本と知って、友人ウィリアム・ワイラーへ譲った逸話がある。その後、リベラル派の多かった戦時情報局（OWI）は、1945年の戦争終了時に国務省に統合されることになる。

## 製作経緯
製作のハル・B・ウォリスは、アフリカを舞台にした郷愁漂うラブ・ロマンスを意図していた。高校教師であったマレイ・バーネットとジョアン・アリスンによる上演されなかった戯曲『皆がリックの店にやってくる』をスクリプトとして、ウォリスはワーナーで製作を始めていく。
監督のマイケル・カーティスはヨーロッパでのキャリアもあるユダヤ系ハンガリー人、カメラ（メイン）のアーサー・エディソンは『西部戦線異状なし』（1930年）でアカデミー撮影賞を受賞しているベテラン、脚本に参加したハワード・コッチは『宇宙戦争』（オーソン・ウェルズによるラジオ放送）に参加した劇作家である。
ハリウッドは、以前からヨーロッパの映画産業から人材を引き抜いてきたが、この時代にも戦地を逃れた思想家、作家、写真家といった多くの人間が集まり、互いに影響を与え合っていたとされる。本作の俳優もスウェーデン出身のバーグマンの他、敵国ドイツやその占領地出身の俳優も多く起用され、ドイツ出身でシュトラッサー少佐役のコンラート・ファイト、撮影当時はドイツ領のハンガリー出身でウーガーテ役のピーター・ローレ、撮影当時はドイツ領のオーストリア出身でヴィクトル・ラズロ役のポール・ヘンリードがいた。
イングリッド・バーグマンへの出演オファーは次のようなものだった。
ハル・ウォリスが動いている間にワーナー側は主役のリック役をボガートから別の役者へ振り替えようとした。その中にはロナルド・レーガンの名も上がっていたが、会社の動きを悟ったハル・ウォリスは再びボギーを主役に持ってきた。
クランクインの段階で脚本は完成しておらず、書き上げられたシーンを片端から撮影していくという方法が採用された。エプスタイン兄弟はキャプラに引き抜かれる形でワシントンに移り戻ってくるまでの間はハワード・コッチ一人に責任が負わされることになる。この混乱にボガートはいらついて楽屋でボヤいていた。。
脚本の上がりによって出番が決まるため、ボガートの撮影がないときも珍しくなかったが、「今日の出番は一度だけ、むこうからこちらへ歩いてきて、うなずいてくれればいい」とカーティスから指示された。「それは一体何のシーンで、何に対してうなずくんだ?」と聞いても、カーティスにもそれはわからないということだった。この時撮影されたカットは、リックの「カフェ・アメリカン」で、客たちが「ラ・マルセイエーズ」を合唱するシーンで使用されたと言われている。
ラズロを演じたポール・ヘンリードは、祖国オーストリアやイギリスの混乱にも悩まされていたが、大体亡命しようかと切羽詰まった女連れの男が、映画から出てきたような「白い麻の背広」なんか着る余裕はないだろうといらついて、楽屋でボヤいていた。
バーグマンの演じるヒロインが、ボガートとヘンリード、どちらと結ばれることになるかも、撮影直前になっても決まらなかった。メロドラマの結末として強引にすれば観客が喜ばず、また人妻が他の男と結ばれる形にすればMPPDAが反対する可能性があった。ヒロインの気持ちがわからないため、監督にどのようになるのか聞いたが、監督は木で鼻をくくったような対応をした。そもそも芸術家タイプに惹かれるバーグマンを、徹底した職人のカーティス監督は最初から嫌っていた。このようなことはバーグマンをして「本当に困った」と途方にくれさせた。結局、二通りのラスト・シーンを撮影して、良い方を採用しようということになったが、先に撮影した方がスタッフの評価も高く、そのまま使用されることになった。これが現在知られているラスト・シーンである。
バーグマンはこの映画を失敗作と考えて、長年忘れ去っていた。1974年にバーグマンがロサンゼルスでの講演に招聘されたが、その講演前にこの映画が上映された。映画が終わり、演壇に立ったバーグマンは「こんなに良い映画だったんですね」と述べた。

## 反枢軸国シーン

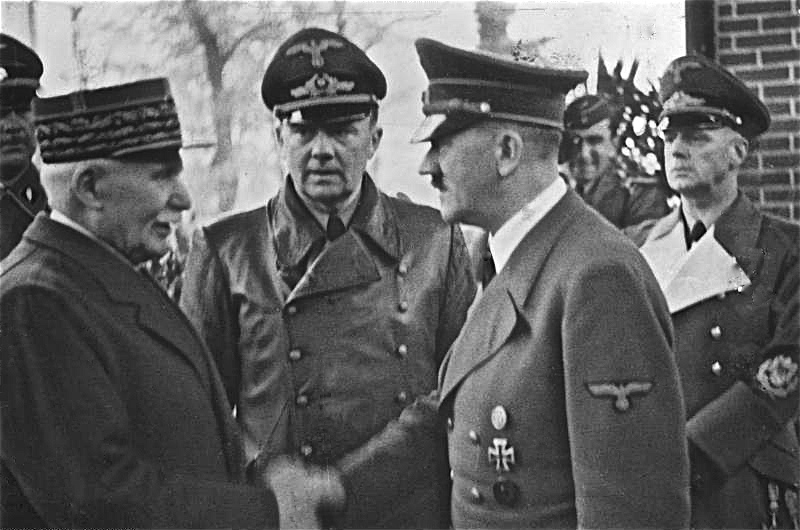
ドイツのアドルフ・ヒトラー（右）と握手をするペタン

ラブロマンス映画ではあるものの、アメリカも参戦した第二次世界大戦における国際関係と対立を中心に置いて製作された作品であることもあり、上記のようにプロパガンダ的要素がふんだんに含まれている。
作品内ではアメリカの敵国の1つであったドイツとドイツ人を徹底的に悪役として扱っているだけでなく、ドイツ軍に占領されたフランス本土と、北アフリカや仏領インドシナなどのフランスの植民地を統治していた親独政府であったフィリップ・ペタン率いるヴィシー政権を暗に非難しつつ、ヴィシー政権に抵抗していた「自由フランス」を支持する「反独シーン」が多く登場する。
- 巻頭で対独レジスタンスのフランス人が、ヴィシー政権首班のフィリップ・ペタン元帥の肖像画の前でヴィシー政権の警官に撃たれ倒れるシーン。

- リックが「ドイツ銀行の元頭取」と吹聴する男を賭博場に入れさせないシーン。

- ドイツ銀行の小切手を受け取らず、破り捨てるシーン。

- ラズロに協力を申し出る男が、ラズロの味方である合図として自由フランスのシンボルである「ロレーヌ十字」のついた指輪を見せるシーン。

- ドイツの占領下に置かれたブルガリアからの逃亡者である新婚の若い美女とその夫のビザの購入資金を助けるために、リックがルーレットで美女の夫を八百長で勝たせるシーン。

- 店内でドイツの愛国歌「ラインの守り」を歌うドイツ軍士官たちに憤慨したラズロが、バンドにフランスの国歌である「ラ・マルセイエーズ」を演奏させこれに対抗し、その後店内の全ての客が起立した上で「ラ・マルセイエーズ」を歌うシーン。

- ラストシーンで、実は対独レジスタンスのシンパであったことを明らかにしたルノー署長が、ミネラルウォーターに描かれた「ヴィシー水」のラベルを見てゴミ箱に投げ捨てるシーン。

- ラストシーンで、ルノー署長がリックに自由フランスの支配地域であるブラザヴィルへの逃亡を薦めるシーン。ちなみにブラザヴィルとカサブランカは陸路でも千キロ以上の遠隔地である。

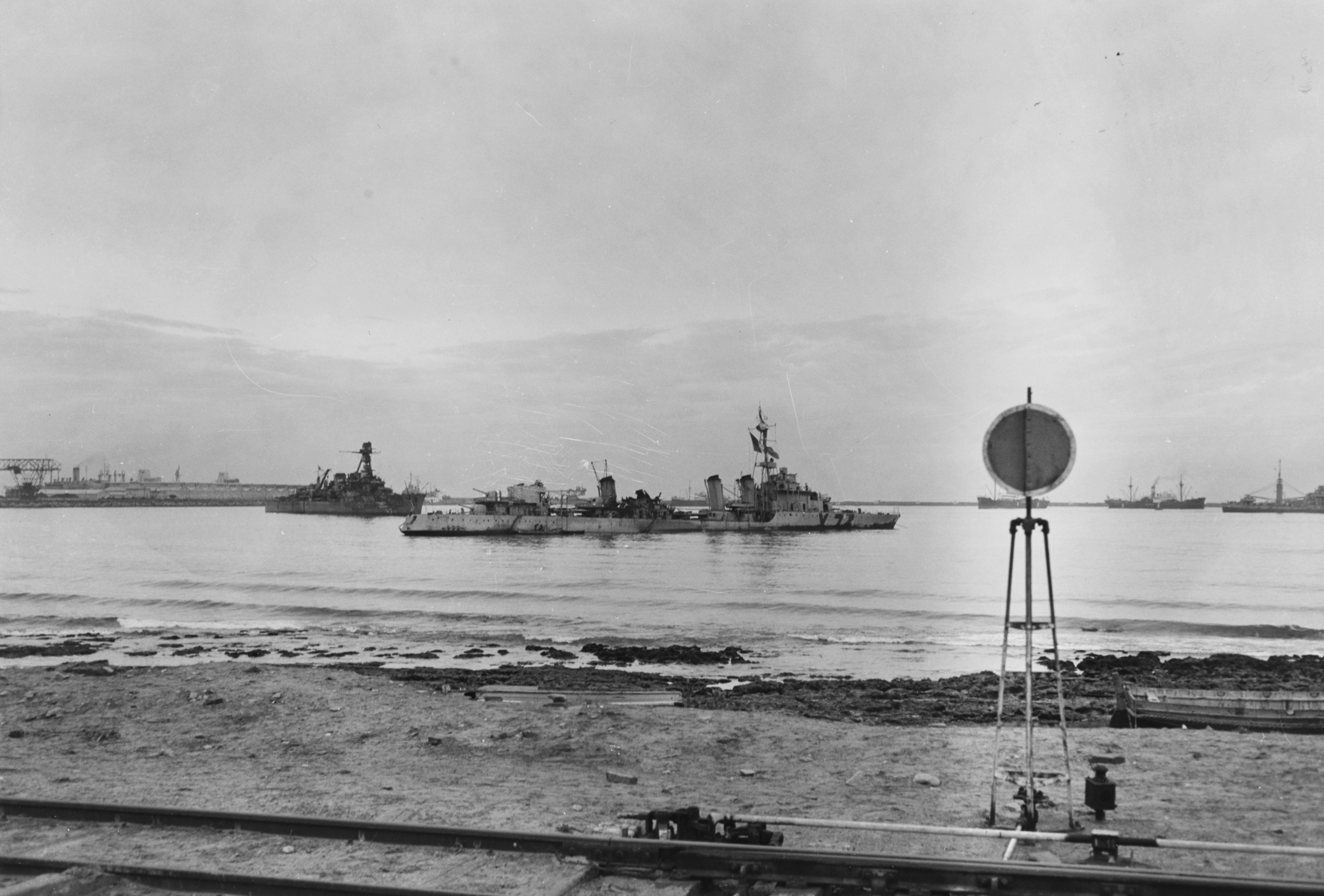
トーチ作戦後のカサブランカ港

ドイツの同盟国のイタリアは、カサブランカ駐在のイタリア軍将校が空港にシュトラッサー少佐を迎えに行くものの相手にされないなど、軽んじて扱われているが、一方カサブランカの市場を仕切っているとされるイタリア人事業家のフェラーリがリックの潜在的な協力者となるなど、軍民で相反する扱いとされている。
枢軸国のもう一方の主要構成国日本は、アジア・太平洋戦線が主戦場であり、マダガスカルの戦いが行われたアフリカ東海岸戦線からも遠く離れたカサブランカ（アフリカ西海岸）を舞台にしたこの作品内では扱われていない。
なお、映画の公開直前の1942年11月8日に、イギリス軍とアメリカ軍により、北アフリカのヴィシー政権統治下のフランス領に対する上陸作戦である「トーチ作戦」が開始され、11日にはカサブランカのヴィシー政権軍が降伏し、カサブランカは自由フランスと連合国軍の手に渡っている。

## 評価
1943年に第16回アカデミー作品賞を受賞。監督のマイケル・カーティスは監督賞を、脚本のジュリアス・J・エプスタイン、フィリップ・G・エプスタイン、ハワード・コッチの3人が脚色賞を受賞した。
文化的、歴史的、芸術的に重要なフィルムを保存するために、1989年に始まったアメリカ国立フィルム登録簿（National Film Registry）で最初にセレクトされた25本の1本である。アメリカン・フィルム・インスティチュート（AFI）が1988年から始めた、AFIアメリカ映画100年シリーズでは以下のとおりである。
アメリカ映画ベスト100（1998年）の2位、スリルを感じる映画ベスト100（2001年）の42位、情熱的な映画ベスト100（2002年）の1位、アメリカ映画主題歌ベスト100（2004年）の2位（『アズ・タイム・ゴーズ・バイ』"As Time Goes By"）、アメリカ映画の名セリフベスト100（2005年）の5位（「Here's looking at you, kid.（君の瞳に乾杯）」）、感動の映画ベスト100（2006年）の32位、アメリカ映画ベスト100（10周年エディション）（2007年）では、順位を一つ落としたものの3位。公開後80年近く経ってもなお、不滅の人気を誇るロマンス・フィルムである。
なお、映画スターベスト100（1999年）の男性1位にハンフリー・ボガート、女性4位にイングリッド・バーグマンが選ばれている。また、ヒーローと悪役ベスト100（2003年）の4位には、ボガートの演じたRickが選ばれた。米脚本家組合（WGA）は、1930年以降の映画の中より「偉大な脚本歴代ベスト101」の1位として選出した。スティーヴン・ジェイ・シュナイダーの『死ぬまでに観たい映画1001本』に掲載されている。
なお、製作サイドも戦時情報局も、「この作品はプロパガンダ映画である」とは正式には一言も表明していないものの、上記のようなあきらかな反枢軸国（ドイツとヴィシー政権）シーンが多くちりばめられていることもあり、アメリカのエンターテインメント業界誌である「バラエティ」誌は、当時この映画を「見事な反枢軸国プロパガンダである」と評している 。
Rotten Tomatoesによれば、批評家の一致した見解は「議論の余地のない傑作であり、おそらくハリウッドの愛とロマンスを象徴する作品である『カサブランカ』は、年を重ねるごとに良さを増すばかりであり、ハンフリー・ボガートとイングリッド・バーグマンがキャリアを決定づけるような演技を見せている。」であり、92件の評論のうち高評価は99%にあたる91件で、平均点は10点満点中9.41点となっている。
その一方でallcinemaは「言わずと知れたアメリカ映画の古典的作品」としつつも「リアルタイムで観ていない限り、この作品に“よくできたメロドラマ”という以上の価値を見出す事は困難である。」としている。

## 主な受賞歴

### アカデミー賞
受賞
アカデミー作品賞：ワーナー・ブラザース
アカデミー監督賞：マイケル・カーティス
アカデミー脚色賞：ジュリアス・J・エプスタイン、フィリップ・G・エプスタイン、ハワード・コッチ
ノミネート
アカデミー主演男優賞：ハンフリー・ボガート
アカデミー助演男優賞：クロード・レインズ
アカデミー撮影賞（白黒部門）：アーサー・エディソン
アカデミー編集賞：オーウェン・マークス
アカデミー作曲賞：マックス・スタイナー

### ニューヨーク映画批評家協会賞
ノミネート
主演男優賞：ハンフリー・ボガート
主演女優賞：イングリッド・バーグマン

### 名文句
アメリカン・フィルム・インスティチュート（AFI）選定の 「アメリカ映画の名セリフベスト100」（2005年）の中に以下のセリフがランクインしている。
- 第5位："Here's looking at you, kid."「君の瞳に乾杯」[注 3][26][27]
- 第20位："Louis, I think this is the beginning of a beautiful friendship."「ルイ、これが俺たちの美しい友情の始まりだな」
- 第28位："Play it, Sam. Play 'As Time Goes By." 「あれを弾いて、サム。『時の過ぎ行くままに』を」[注 4]
- 第32位："Round up the usual suspects.「いつもの要注意連中を一斉検挙だっ」"
- 第43位："We'll always have Paris."「僕たちの、心の中には、パリがある」
- 第67位："Of all the gin joints in all the towns in all the world, she walks into mine."「世界に星の数ほど店はあるのに、彼女はおれの店にやってきた」

他にも、以下のような、よく知られた台詞がある。
- Yvonne: Where were you last night?　「昨日の夜はどこにいたの？」 Rick: That’s so long ago, I don’t remember.　「そんな昔のことは覚えていない」  Yvonne: Will I see you tonight?　「今夜は会える？」  Rick: I never make plans that far ahead.　「そんな先のことはわからない」
- “If it’s December 1941 in Casablanca, what time is it in New York?” 「今日カサブランカが1941年12月なら、ニューヨークは何時だ？」

## その他

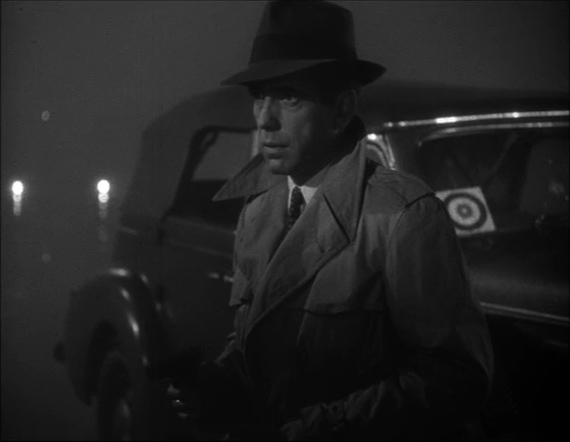
シュトラッサー少佐と対峙するリック

- アメリカの第二次世界大戦参戦とともに、親独のヴィシー政権は「敵国」となり、ヴィシー水の輸入も禁じられたため、この作品に登場するヴィシー水のボトルは、ロサンゼルス近辺のホテルに残っていた空き瓶が用いられた[20]。

- 映画のテーマ曲『アズ・タイム・ゴーズ・バイ』[注 5]は、音楽を担当したスタイナーの作曲ではなく、ハーマン・フップフェルドがステージショーのために、1931年に作詞・作曲した古い流行歌を取り上げたものである。

- 『アズ・タイム・ゴーズ・バイ』と並んで劇中で演奏される『もしあなただったら（It Had to Be You）』は、ロブ・ライナー監督映画の『恋人たちの予感』（1989年）で引用される。 "It had to be you It had to be you I wandered around and finally found "（君だったんだ、探していたのは…）のフレーズは古典中の古典であり、フランク・シナトラのメドレーナンバーでもある。ハリー・コニック・Jrによる映画のサントラは、世界中で大ヒットし、この年のグラミー賞（最優秀男性ジャズ・ヴォーカル賞）を獲得した。前述の映画主題歌ベスト100（2004年）の60位である。

- 劇中ドゥリー・ウィルソン演じるサムが使用したピアノは、2014年11月、ニューヨークでオークションにかけられ341万3000ドル（約４億円）で落札された[28]。なお、実際にはウィルソンはピアノは弾けず、ほとんどの演奏が合成である。ピアノを演奏したのは、ジャン・プラマーとされる[29]。

- ワーナー・ブラザース社がこの映画のパロディー作品をルーニー・テューンズで作っている。タイトルは『キャロットブランカ』。ストーリーも、酒場で会うとなっていて、「君の瞳に乾杯」「君だったんだ、探していたのは…」「世界に星の数ほど店はあるのに、彼女はおれの店にやってきた」「あれを弾いて、ダフィー（ルーニー・チューンズの登場人物）。」も登場する。しかし、やはりいろいろオリジナルと相違点がある。例えば、逃げた理由を手紙で、「私たちは違いすぎる」としっかり告げている。

- ポール・ヘンリードの演じるラズロは汎ヨーロッパ提唱者で、「EUの父」と呼ばれるリヒャルト・クーデンホーフ・カレルギーを投影しているとする説がある[注 6]。

- 明治大学政治経済学部教授で文学者のマーク・ピーターセンは、この映画について「『カサブランカ』の英語は、不思議にこれといった癖がない。落ち着いた表現が多く、廃れた俗語は意外と見られない。英語の可能性を知るためにはとてもよい教材になる」と評している[34]。
- マルクス兄弟の主演映画『マルクス捕物帖（原題："A Night in Casablanca"[35][36]）』が制作されたとき、ワーナー・ブラザースは、映画のタイトルを変えなければ法的措置を取る、とのクレームを入れた。これに対してグルーチョ・マルクスは、地名を独占物とするのは不当であるとして反論し、最終的にワーナー・ブラザースはクレームを取り下げた[37]。

## 著作権
本作は、作品中に著作権表記があるものの公開時期が古く、リニュー（著作権更新手続き）が行われなかったことから、公開当時のアメリカの法律（方式主義）により権利放棄とみなされ、アメリカにおいてはパブリックドメインとなった。

## DVD・BD
ワーナー・ブラザースは、オリジナル・ネガフィルムから製作したデジタルリマスター版の正規盤DVD・BDを、ワーナー・ホーム・ビデオから発売している。
また、日本では著作権の保護期間が完全に終了（公開後50年と監督没後38年の両方を満たす）したことから、パブリックドメインDVDも複数の会社から発売されている。

## ミュージカル
2009年11月 - 2010年2月には、宝塚歌劇団宙組の公演により、世界で初めてミュージカル化された。脚本・演出は小池修一郎。
宙組トップコンビ大空祐飛・野々すみ花の大劇場お披露目公演。

### 主要キャスト
- リック（リチャード・ブレイン）：大空祐飛
- イルザ・ランド： 野々すみ花
- ヴィクトル・ラズロ：蘭寿とむ
- サム：萬あきら（退団公演）
- フェラーリ：磯野千尋
- カール：寿つかさ
- コリーナ・ムラ：鈴奈沙也
- シュトラッサー少佐：悠未ひろ
- ルノー大尉：北翔海莉

## 朗読劇
2025年9月6日から9月7日に博品館劇場で公演予定。

### キャスト
- リチャード・ブレイン：廣瀬智紀
- イルザ・ランド： 有沙瞳
- ヴィクトル・ラズロ：鍵本輝
- ギレルモ・ウガーテ：広井雄士
- ルノー大尉：コウガシノブ
- シュトラッサー少佐：川上将大
- 奥村健介

### スタッフ
- 脚本：鈴木智晴
- 演出：坪井彰宏